# 581
581（五百八十一、五八一、ごひゃくはちじゅういち）は自然数、また整数において、580の次で582の前の数である。

## 性質
- 581は合成数であり、約数は 1, 7, 83, 581 である。
  - 約数の和は672。
    - 約数の和が倍積完全数672となる7番目の数である。1つ前は501、次は611。
    - 約数の和が倍積完全数になる15番目の数である。1つ前は501、次は611。
- 183番目の半素数である。1つ前は579、次は583。
- 3つの連続する素数の和で表せる43番目の数である。1つ前は565、次は589。
581 = 191 + 193 + 197
- 各位の和が14になる44番目の数である。1つ前は572、次は590。
- 3つの平方数の和7通りで表せる9番目の数である。1つ前は549、次は641。(オンライン整数列大辞典の数列 A025327)
- 異なる3つの平方数の和7通りで表せる11番目の数である。1つ前は569、次は654。(オンライン整数列大辞典の数列 A025345)

## その他 581 に関連すること
- ISO 3166-3の国名コード番号581は、オランダ領アンティル。
- グリーゼ581とは、太陽系から約20.40光年離れたM3V型の赤色矮星である。てんびん座の方角に位置し、複数の惑星を有する。
- ブルーバック (USS Blueback, SS-581) は、アメリカ海軍の潜水艦。
- 581系
- NGC 581